# Lubrza (gmina, Lubusz)
Pour les articles homonymes, voir Lubrza.
Lubrza est une gmina rurale (gmina wiejska) de la powiat de Świebodzin, dans la Voïvodie de Lubusz, dans l'ouest de la Pologne.
Son siège administratif (chef-lieu) est le village de Lubrza, qui se situe environ 9 kilomètres au nord-ouest de Świebodzin (siège de la powiat), 41 kilomètres au nord de Zielona Góra (siège de la diétine régionale), et 50 kilomètres au sud de Gorzów Wielkopolski (capitale de la voïvodie).
La gmina couvre une superficie de 122,28 kilomètres2 pour une population de 3 344 habitants en 2006.

## Histoire
De 1975 à 1998, la gmina est attachée administrativement à la voïvodie de Zielona Góra.

Depuis 1999, elle fait partie de la voïvodie de Lubusz.

## Géographie
La gmina inclut les villages et localités de :

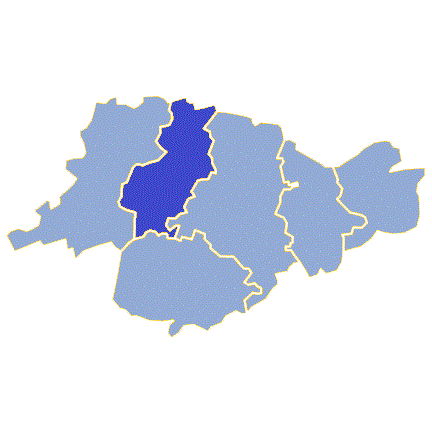
Plan de la gmina

- Boryszyn
- Bucze
- Buczyna
- Chałupczyn
- Dolisko
- Janisławiec
- Laski
- Lubrza
- Mostki
- Mrówczyn
- Nowa Wioska
- Przełazy
- Romanówek
- Staropole
- Tyczyno
- Zagaje
- Zagórze

### Gminy voisines
La gmina de Lubrza est voisine des gminy suivantes :
- Łagów
- Międzyrzecz
- Skąpe
- Sulęcin
- Świebodzin.

## Structure du terrain
D'après les données de 2002, la superficie de la commune de Lubrza est de 122,28 kilomètres carrés, répartis comme telle :
- terres agricoles : 38%
- forêts : 47%

La commune représente 13,04% de la superficie du powiat.

## Démographie
Données du 31 décembre 2008:
| Description        | Total  | Total | Femmes | Femmes | Hommes | Hommes |
| ------------------ | ------ | ----- | ------ | ------ | ------ | ------ |
| Unité              | Nombre | %     | Nombre | %      | Nombre | %      |
| Population         | 3 415  | 100   | 1 660  | 48,6   | 1 755  | 51,4   |
| Densité (hab./km²) | 27,99  | 27,99 | 13,4   | 13,4   | 13,6   | 13,6   |